# Station Lutzelbourg
Station Lutzelbourg is een spoorwegstation in de Franse gemeente Lutzelbourg aan de lijn Parijs - Straatsburg.